# Strobilanthes phyllostachyus
Strobilanthes phyllostachyus är en akantusväxtart som beskrevs av Wilhelm Sulpiz Kurz. Strobilanthes phyllostachyus ingår i släktet Strobilanthes och familjen akantusväxter. Inga underarter finns listade i Catalogue of Life.